# Leioproctus cyaneus
Leioproctus cyaneus är en biart som först beskrevs av Cockerell 1915.  Leioproctus cyaneus ingår i släktet Leioproctus och familjen korttungebin. Inga underarter finns listade i Catalogue of Life.